# High Frequency Impact Treatment
Das High Frequency Impact Treatment, abgekürzt als HiFIT-Verfahren und im Deutschen Hochfrequentes Hämmerverfahren bzw. Hochfrequenzhämmern genannt, ist eine Methode zur Steigerung der Ermüdungsfestigkeit von metallischen Werkstücken. Das häufigste Anwendungsgebiet ist die Nachbehandlung geschweißter Stahlkonstruktionen am Schweißnahtübergang. Das Prinzip ist mit dem Kugelstrahlverfestigen vergleichbar.
Die Funktionsweise des eingesetzten Hammerwerkzeugs ähnelt der des zum Entrosten und Endzundern eingesetzten Nadelhammers.

## Nachbehandlung von Schweißnähten

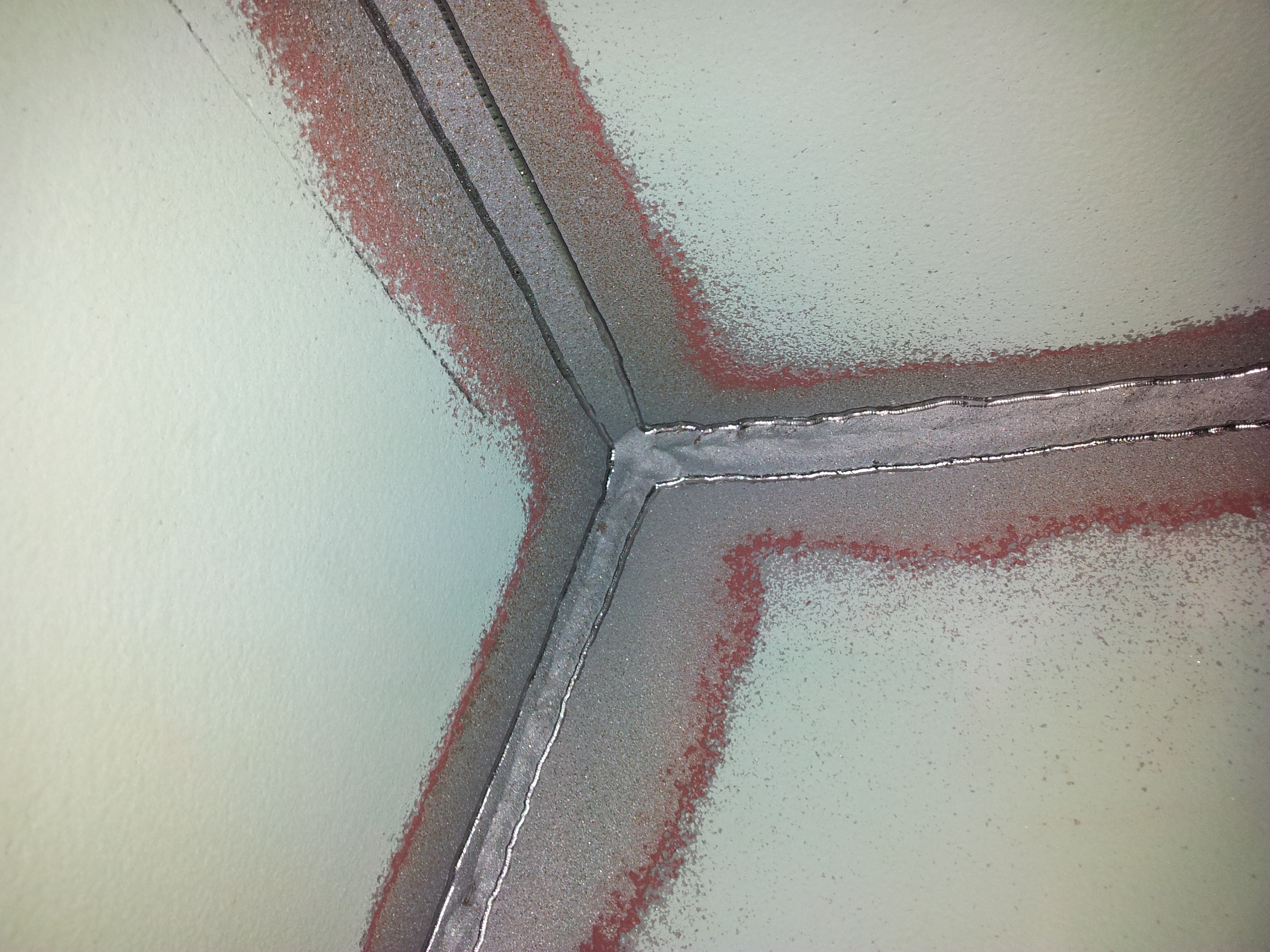
Beispiel einer mit HiFIT nachbehandelten Schweißkonstruktion

Die Betriebsfestigkeit und Lebensdauer dynamisch belasteter, geschweißter Stahlkonstruktionen wird in vielen Fällen durch die Schweißnähte, insbesondere die Schweißnahtübergänge zum Grundwerkstoff, bestimmt. Durch die gezielte Nachbehandlung der Übergänge durch Schleifen, Strahlen, Hämmern etc. kann die Lebensdauer bei vielen Konstruktionen erheblich gesteigert werden. Hämmerverfahren haben sich dabei als besonders effiziente Nachbehandlungsmethoden erwiesen und wurden im Rahmen des Verbundprojektes REFRESH ausführlich untersucht und weiterentwickelt. Das HiFIT-Verfahren ist ein solches Hämmerverfahren, das universell einsetzbar ist, nur einen geringen gerätetechnischen Aufwand erfordert und dennoch eine hohe Reproduzierbarkeit und die Möglichkeit zur Qualitätsüberwachung bietet.
Im Forschungsprojekt „REFRESH - Lebensdauerverlängerung bestehender und neuer geschweißter Stahlkonstruktionen“ (P702) von 2006–2009 konnte in zahlreichen Versuchsreihen eine 80- bis 100-prozentige Steigerung der Schweißnahtermüdungsfestigkeit und eine 5- bis 15-fache Erhöhung der Schweißnahtlebensdauer nachgewiesen werden. Im Rahmen dieses Forschungsprojektes konnte die positive Wirkung der Nachbehandlung auf die Lebensdauer von Schweißkonstruktionen nachgewiesen werden.
An der Universität Duisburg Essen konnte bei Versuchen eine Verdoppelung der Ermüdungsfestigkeit und eine Erhöhung der Lebensdauer um den Faktor 10 gegenüber dem unbehandelten Ausgangszustand ermittelt werden.
An der finnischen Universität in Aalto erforscht ein Team um Prof. Gary B. Marquis seit Jahren den Nutzen des hochfrequenten Hämmerns. Im "International Journal of Fatigue" veröffentlichte er 2012 einen Bericht mit Vorschlägen für SN-Kurven, die konservativ in Bezug auf die verfügbaren Ergebnisse aus 228 Versuchen sind.

## Technik

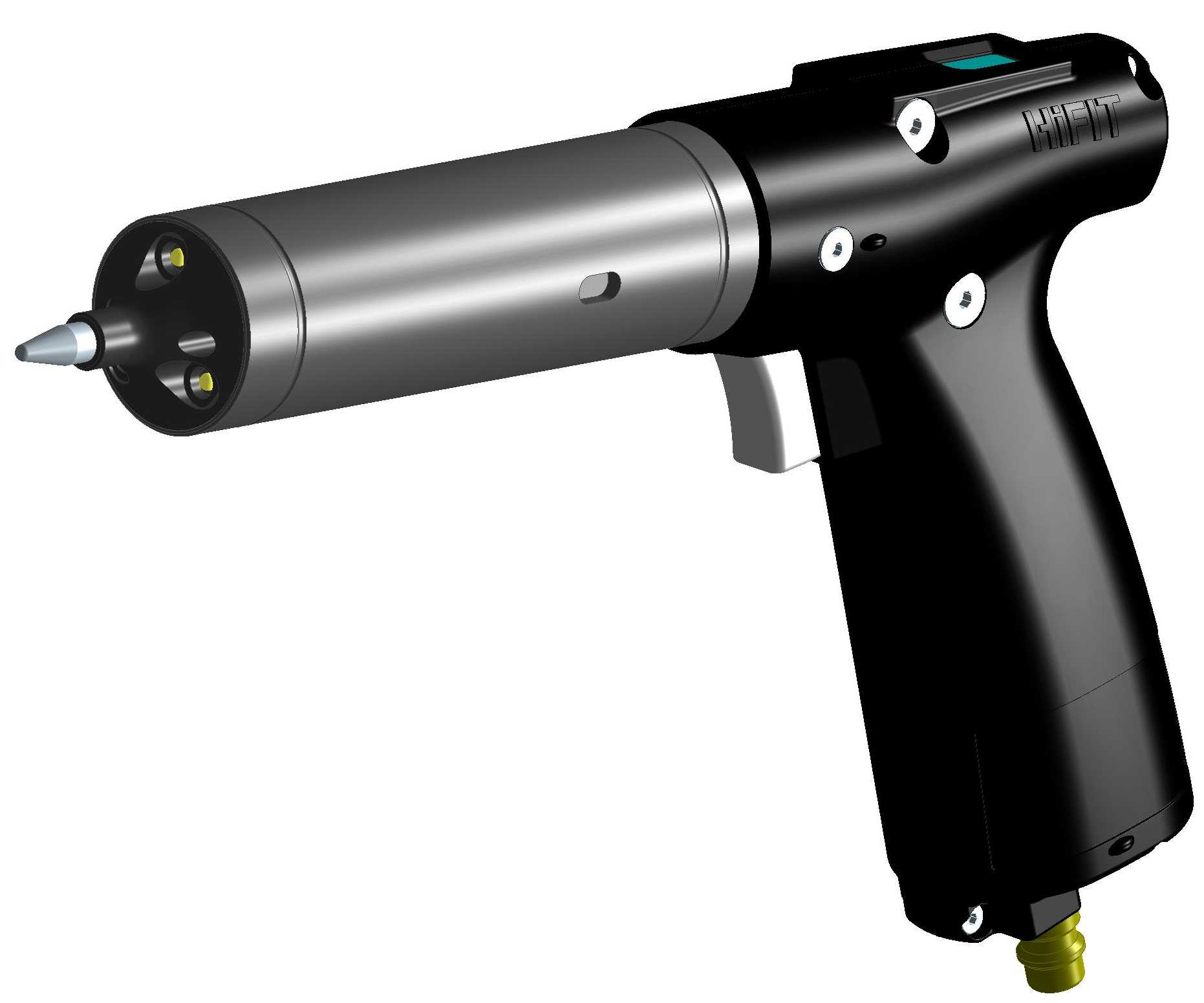
HiFIT-Hammer

Der HiFIT-Hammer arbeitet mit einem gehärteten Pin an einer gerundeten Spitze in einem Durchmesser von 3 mm. Dieser Pin wird mit einer einstellbaren Intensität und einer Frequenz von 150…300 Hz auf den Übergangsbereich von der Schweißnaht zum Grundwerkstoff gehämmert. Es entstehen lokale Umformungen in Form einer Nachbehandlungsspur.
Die lokale Verformung des Materials durch das Hämmern bewirkt:
1. eine Reduzierung der Kerbwirkung durch Umformung bzw. Ausrundung des Nahtübergangs und Entfernen von Schweißnahtfehlern.
2. eine Verfestigung der Randschicht zur Erhöhung des Widerstandes gegen Rissbildung und Rissausbreitung.
3. das Einbringen von Druckeigenspannungen zur Erhöhung des Widerstandes gegen Rissbildung und Rissausbreitung durch Überlagerung der Kerbspannungen mit Druckeigenspannungen.

## Varianten
Um schwer zugängliche Stellen zu erreichen, sowie zur Ausrundung von Bauteil-Innenkanten ohne Schweißungen, gibt es zahlreiche Varianten von Spezialpins in verschiedenen Durchmessern und Längen. Zur Behandlung von speziellen Materialien werden Pin-Varianten aus unterschiedlichen Werkstoffen bereitgestellt.

### Ultrasonic Impact Treatment (UIT)
Im Gegensatz zum HiFIT-Verfahren werden die Stahlstifte beim UIT durch einen magnetostriktiven Ultraschallkonverter angeregt. Das Gerät ist etwas länger als das beim HiFit-Verfahren genutzte Preßluftwerkzeug. Statt nur einem Stift hämmern bei diesem Verfahren drei oder vier Stifte mit einer Frequenz von 200 Hz. Der Spitzendurchmesser der Stifte beträgt 3 bis 5 mm.

## Verfahrensschritte
Das HiFIT-Verfahren kann sowohl an bestehenden als auch an neuen Stahlkonstruktionen angewandt werden.
Für eine gezielte Bearbeitung ist jedoch die Sichtbarkeit und Zugänglichkeit des Schweißnahtüberganges in den zu behandelnden Bereichen erforderlich. An Probeblechen oder in unbeanspruchten Bereichen des Grundmaterials wird die erforderliche Schlagintensität anhand der Spurtiefe ermittelt. Bestehende Konstruktionen müssen in der Regel vorab am Schweißnahtübergang eine Oberflächenvorbehandlung erhalten. Die Teile müssen frei von losem Rost und alten Farben sein. Gegebenenfalls ist vorheriges Sandstrahlen erforderlich. Für neue Konstruktionen ist keine besondere Vorbereitung erforderlich.
Das HiFIT-Gerät wird per Hand auf den zu behandelnden Schweißnahtübergang aufgesetzt und während der Behandlung an diesem entlanggeführt. Das Gerät arbeitet dabei mit einer Druckluftversorgung von 6–8 bar. Durch lokale Umformungen wird der Schweißnahtübergang plastisch verformt (ausgerundet) und verfestigt. Die Tiefe der Nachbehandlungsspur sollte zwischen 0,2 und 0,35 mm betragen. Die Einbrandkerbe am Schweißnahtübergang ist nach der Behandlung nicht mehr zu erkennen.
Durch Sichtkontrolle kann der behandelte Bereich untersucht werden. Die Behandlungsspur wird mit einer speziellen Schablone geprüft. Eine digitale Anzeige des Arbeitsdrucks ermöglicht dem Anwender jederzeit die Kontrolle.

## Wirtschaftliche Bedeutung
Das wirtschaftliche Potenzial von HiFIT-Behandlungen wird im REFRESH-Forschungsbericht ausführlich behandelt. Im Folgenden werden die wichtigsten Punkte kurz genannt.

### Lebensdauerverlängerung
Bei Anwendung an bestehenden Bauwerken kann die Lebensdauer deutlich verlängert werden. Sofern keine makroskopisch erkennbaren Risse vorhanden sind, ist HiFIT ein sehr gut geeignetes Sanierungswerkzeug.
Bei rechtzeitiger Sanierung bestehender Konstruktionen besteht nahezu kein Unterschied zur Lebensdauer neuer behandelter Schweißnähte. Hieraus ergibt sich das Potenzial, bestehende Konstruktionen weit über die bisherige Lebensdauer hinaus zu nutzen.
Angewandt wird das HiFIT-Verfahren sehr effizient z. B. bei Autobahn-Brücken in Stahl-Hohlkasten-Profilbauweise bei laufendem Betrieb. Die Kosten für die Sanierung sind im Vergleich zu herkömmlichen Verfahren gering. Im Nutzfahrzeugbau und anderen Branchen werden hochbelastete Schweißnähte an bestehenden und neuen Konstruktionen zur Steigerung der Lebensdauer erfolgreich behandelt.

### Erhöhung des übertragbaren Lastniveaus
Bei Neukonstruktionen und bei einigen bestehenden Konstruktionen kann bei gleicher Lebensdauer das Lastniveau für die behandelten Schweißnähte erhöht werden. Bei gleicher Lebensdauer sind etwa die 1,6-fachen Lasten über die Schweißnaht übertragbar. Dies hat z. B. im Kranbau den äußerst positiven Effekt, dass größere Hublasten bewegt werden können.

### Leichtbau
Bei Berücksichtigung des HiFIT-Verfahrens während der Entwicklung kann die Konstruktion, bei gleichem Lastniveau und gleicher Lebensdauer, gezielt verschlankt werden. Umfangreiche experimentelle Untersuchungen an Kerbdetails und FEM-gestützte Bemessungsverfahren zeigen die hohe Effizienz bei herkömmlichem S235, S355J2 und Feinkornstählen wie S460N, S690QL und noch höherfesten Stählen. Die erzielbaren Materialeinsparungen machen die Anwendung des HiFIT-Verfahrens in den meisten Anwendungen bereits wirtschaftlich sinnvoll. Bedenkt man zusätzlich noch den aus der Anwendung erzielten Gewichtsvorteil, erhöht sich z. B. die erreichbare Nutzlast im Fahrzeugbau.

## Richtlinien
Das Internationale Institut für Schweißtechnik (IIW) veröffentlichte im Oktober 2016 die Richtlinie „IIW Recommendations for the HFMI Treatment“. Es wird ein Überblick über verschiedene Methoden des höherfrequenten Hämmerns (HFMI) gegeben. Darüber hinaus werden Empfehlungen zur korrekten Anwendung des Verfahrens und zu quantitativen Messungen zur Qualitätssicherung beschrieben. Die Richtlinie stellt Bemessungsgrundlagen von HFMI-verbesserten Schweißverbindungen, auf der Basis von Nennspannungs-, Strukturspannungs- und Kerbspannungskonzepten vor.